# Hjørrings amt
Hjørrings amt (danska: Hjørring Amt) var ett amt på halvön Jylland i norra Danmark. Amtet omfattade den nordligaste delen av Jylland (större delen av landskapet Vendsyssel) samt öarna Læsø och
Hirsholmarna i Kattegatt och den tidigare ön Gjøl i Limfjorden. Det fanns fem städer i området; Hjørring (residensstad), Frederikshavn, Brønderslev, Skagen och Sæby.

## Administrativ historik
Hjørrings amt bildades i samband med amtsreformen 1793 genom en ombildning av större delen av Åstrups, Sejlstrups och Børglums amt, från vilket Vester Hans härad istället fördes till Thisteds amt medan Kærs härad fördes till Ålborgs amt.
Amtet upphörde i samband med kommunreformen 1970 då det blev en del av Nordjyllands amt. Sedan kommunreformen 2007 tillhör området Region Nordjylland.

## Härader
Hjørrings amt omfattade sju härader:

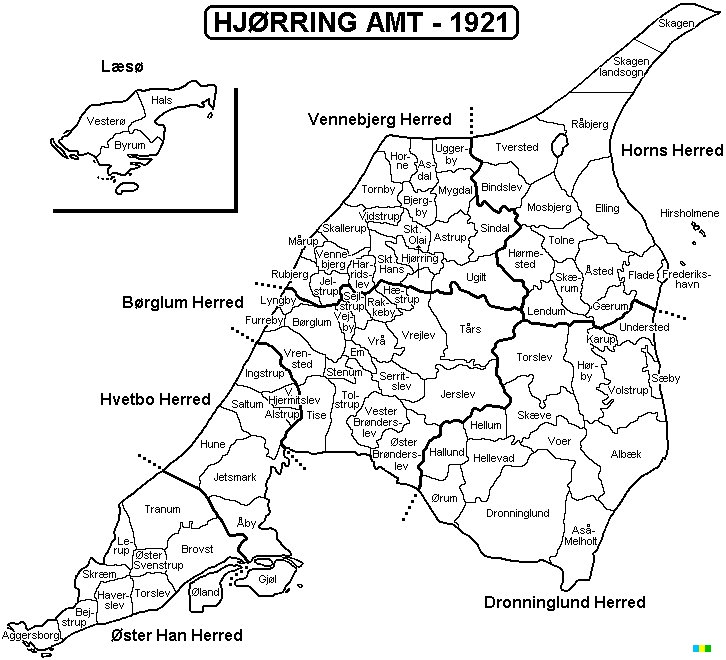
Karta över Hjørrings amt med dess indelning i härader och socknar.

- Børglums härad
- Dronninglunds härad
- Horns härad
- Hvetbo härad
- Læsø härad
- Vennebjergs härad
- Øster Hans härad